# Dezyderat
Dezyderat (łac. desideratum „pragnienie”) – rodzaj aktu prawnego zawierającego oficjalnie wystosowywane postulaty lub życzenia kierowane przez jedną instytucję do drugiej. 
W Sejmie Rzeczypospolitej Polskiej dezyderaty są tworzone przez komisje sejmowe w określonych sprawach i mogą być skierowane do Rady Ministrów lub poszczególnych jej członków, Prezesa NIK, Prezesa NBP, Prokuratora Generalnego lub Głównego Inspektora Pracy – (art. 159 ust. 1 regulaminu Sejmu RP). Adresat  nie ma prawnego obowiązku wykonania postulatów zawartych w dezyderacie, ale musi zająć wobec nich stanowisko w ciągu 30 dni od dnia otrzymania dezyderatu, chyba że Marszałek Sejmu Rzeczypospolitej Polskiej ustali inny termin.
Odpowiedź rozpatruje komisja. W razie nieotrzymania odpowiedzi w terminie lub uznania otrzymanej odpowiedzi za niezadowalającą, komisja może ponowić dezyderat, przedłożyć Marszałkowi Sejmu RP wniosek o zwrócenie odpowiedzi jako niezadowalającej lub przedłożyć Sejmowi RP projekt odpowiedniej uchwały lub rezolucji. 
Dezyderat nie jest wiążący.